# Campionato oceaniano femminile di pallacanestro 1995
Il 7º Campionato Oceaniano Femminile di Pallacanestro FIBA (noto anche come FIBA Oceania Championship for Women 1995) si è svolto nel 1995 in Australia.
I Campionati oceaniani femminili di pallacanestro sono una manifestazione biennale tra le squadre nazionali femminili del continente, organizzata dalla FIBA Oceania.

## Squadre partecipanti
- Australia
- Nuova Zelanda

## Gare
|  | Finale        |               |    |    |     |  |
|  |               |               |    |    |     |  |
|  | Australia     | Australia     | 89 | 78 | 167 |  |
|  | Nuova Zelanda | Nuova Zelanda | 44 | 45 | 89  |  |

|  | Australia | 89 – 44 (44-32) | Nuova Zelanda |  |

|  | Australia | 78 – 45 (34-26) | Nuova Zelanda |  |

## Campione
Australia
(6º titolo)

## Classifica finale
| Posizione | Squadra       | Vinte/Perse |
| --------- | ------------- | ----------- |
| Oro       | Australia     | 2–0         |
| Argento   | Nuova Zelanda | 0-2         |